# Erica baccans
Erica baccans är en ljungväxtart som beskrevs av Carl von Linné. Erica baccans ingår i släktet klockljungssläktet, och familjen ljungväxter. Inga underarter finns listade i Catalogue of Life.

## Bildgalleri

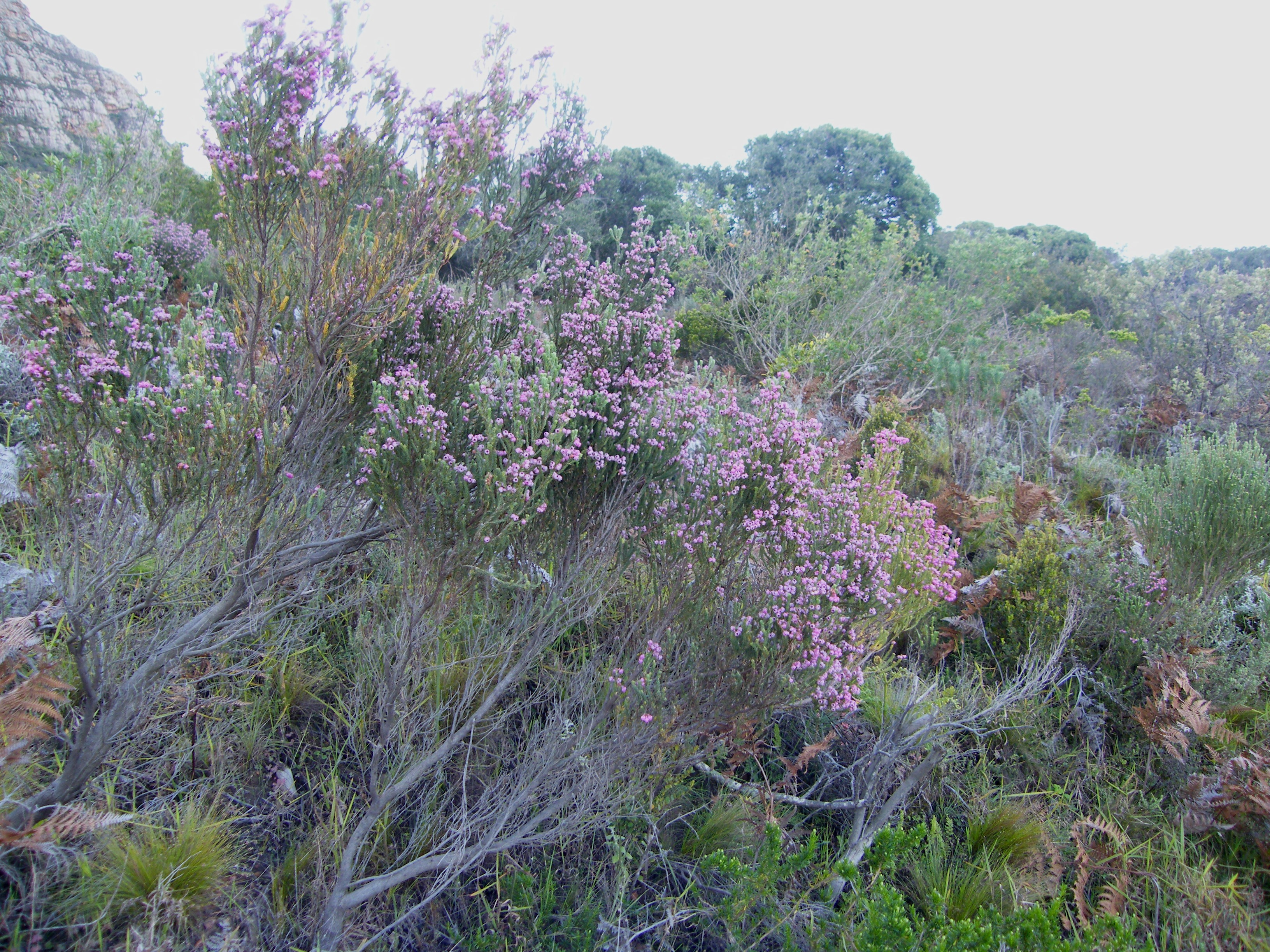